# Précorbin
Précorbin ist eine Ortschaft und eine Commune déléguée in der Gemeinde Saint-Jean-d’Elle mit 526 Einwohnern (Stand 1. Januar 2022) im Nordwesten Frankreichs. Die bis zum 1. Januar 2016 bestehende Gemeinde gehörte zur Region Normandie, zum Département Manche, zum Arrondissement Saint-Lô und zum Kanton Condé-sur-Vire. Sie war ein Mitglied der Communauté d’agglomération Saint-Lô Agglo. Sie ging durch ein Dekret vom 26. November 2015 in der Commune nouvelle Saint-Jean-d’Elle auf. Die Bewohner nennen sich die Praticorbiniens.

## Geografie
Die Gemeindegemarkung umfasste 7,21 km². Die Nachbarorte sind Saint-Jean-des-Baisants im Westen und im Norden, Rouxeville im Norden und im Osten, Lamberville im Südosten und Saint-Amand im Süden und im Südwesten.

## Bevölkerungsentwicklung

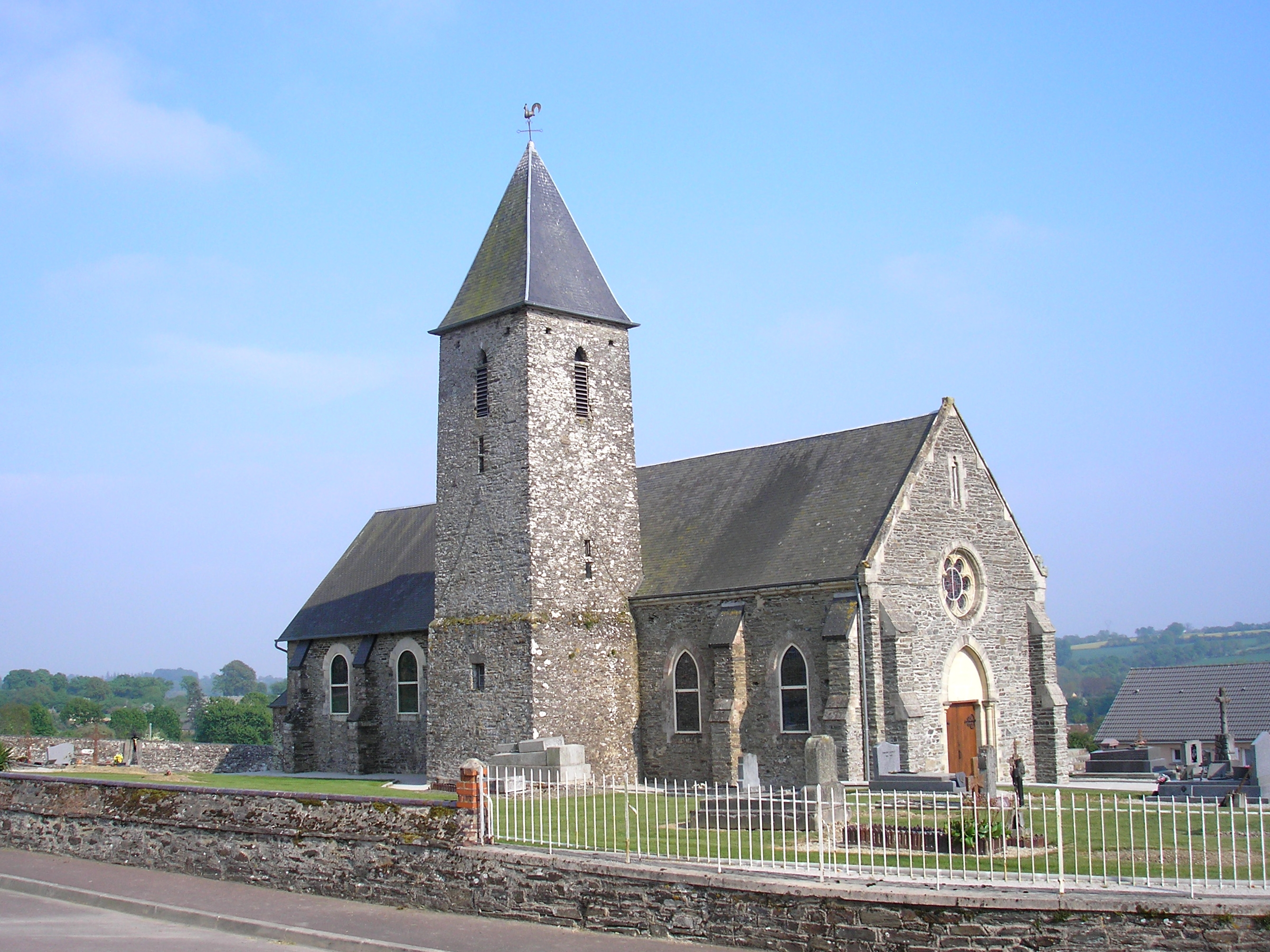
Kirche Saint-Aubin

| Jahr      | 1962 | 1968 | 1975 | 1982 | 1990 | 1999 | 2007 | 2013 |
| --------- | ---- | ---- | ---- | ---- | ---- | ---- | ---- | ---- |
| Einwohner | 326  | 343  | 370  | 441  | 463  | 428  | 511  | 528  |